# Centemopsis glomerata
Centemopsis glomerata là loài thực vật có hoa thuộc họ Dền. Loài này được (Lopr.) Schinz mô tả khoa học đầu tiên năm 1911.